# Andrée A. Michaud
Andrée A. Michaud (Saint-Sébastien, 12 novembre 1957) è una scrittrice e drammaturga canadese.

## Biografia
Nata a Saint-Sébastien nel 1957, ha studiato cinema, linguistica e letteratura all'Università Laval laureandosi nel 1986 all'Università del Québec a Montréal.
Ha esordito nella narrativa nel 1987 con il thriller La Femme de Sath e successivamente ha dato alle stampe numerosi romanzi gialli vincendo due volte il Prix du Gouverneur général.
Con L'ultima estate ha vinto nel 2019 il Premio SNCF du polar, prima cittadina del Québec ad ottenere il riconoscimento.

## Opere

### Romanzi
- La femme de Sath (1987}
- Portraits d'après modèles (1991)
- Alias Charlie (1994)
- Les derniers jours de Noah Eisenbaum (1998)
- Le ravissement (2001)
- Le Pendu de Trempes (2004)
- Mirror Lake (2006)
- Lazy Bird (2010)
- Rivière Tremblante (2011)
- L'ultima estate (Bondrée, 2013), Venezia, Marsilio, 2019 traduzione di Francesco Bruno ISBN 978-88-297-0178-0.
- Routes secondaires (2017)
- Back Roads (2020)

### Teatro
- Cette petite chose (1997)
- Un paysage/Eine Landschaft/A Landscape (2000)

## Adattamenti cinematografici
- Lac Mystère, regia di Érik Canuel (2013)

## Premi e riconoscimenti
- Prix du Gouverneur général: vincitrice nella categoria "Romanzi e racconti in lingua francese" 2001 con Le ravissement e 2014 con L'ultima estate
- Prix Ringuet: 2007 vincitrice con Mirror Lake
- Prix Saint-Pacôme: 2014 vincitrice con L'ultima estate
- Arthur Ellis Award: 2015 vincitrice nella categoria "Migliore opera in francese" con L'ultima estate
- Premio SNCF du polar: 2019 vincitrice con L'ultima estate